# Phlebologie
Die Phlebologie (über den Wortstamm phleb von griechisch φλέψ phléps, ‚Blutgefäß‘, „Blutader“, ‚Vene‘, und -logie, ‚Lehre‘) ist ein medizinisches Fachgebiet, das sich mit der Erkennung und Behandlung von Gefäßerkrankungen befasst, insbesondere von Venenerkrankungen wie Venenentzündungen (Phlebitis), Krampfadern (auch Varizen genannt) und Hämorrhoiden. Geprägt wurde der Begriff Phlebologie von Raymond Tournay (1893–1984).
Die Phlebologie überschneidet sich in Bezug auf Gefäßerkrankungen allgemein mit der Angiologie.

## Zusatzweiterbildung Phlebologie
Seit 2018 ist die Zusatzweiterbildung Phlebologie in Deutschland durch die Bundesärztekammer (BÄK) in Deutschland anerkannt. Sie soll den Mediziner befähigen, Erkrankungen und Fehlbildungen des Venensystems frühzeitig zu erkennen und fachgerecht zu behandeln.
Zunächst  hatte die BÄK die Aufnahme in die Weiterbildungsordnung abgelehnt, ohne Absprache mit den interessierten Fachgesellschaften. Neben der Deutschen Gesellschaft für Phlebologie hatten sich die Deutsche Dermatologische Gesellschaft, die Deutsche Gesellschaft für Gefäßchirurgie und Gefäßmedizin, sowie die Deutsche Gesellschaft für Angiologie für das Beibehalten der Zusatzweiterbildung Phlebologie eingesetzt. Diese Gesellschaften erreichten auf dem 121. Deutschen Ärztetag in Erfurt ein Votum, das sich für die Beibehaltung der Fach-Weiterbildung aussprach.